# Sibinal
Sibinal (del mam, significa «Escritura de Bernardo») es un municipio del departamento de San Marcos de la región sur-occidente de la República de Guatemala.
Después de la Independencia de Centroamérica en 1821, Sibinal fue asignado al circuito de Cuilco del Distrito N.º10 (Quetzaltenango} para la impartición de justicia por medio de juicios de jurados y en 1838 pasó al Estado de Los Altos, el cual fue aprobado por el Congreso de la República Federal de Centro América en ese mismo año. En el nuevo estado hubo constantes revueltas campesinas y tensión con Guatemala, hasta que las hostilidades estallaron en 1840, y el general conservador mestizo Rafael Carrera recuperó la región para Guatemala.
Su frontera con México fue establecida en 1896, tras el Tratado Herrera-Mariscal que suscribiera el presidente Justo Rufino Barrios en 1882 con el gobierno de México, y por medio del cual el gobierno guatemalteco renunció definitivamente a sus reclamos sobre el territorio de Soconusco y Guatemala perdió cerca de 10,300 km, catorce pueblos, diecinueve aldeas y cincuenta y cuatro rancherías, mientras que México perdió solamente un pueblo y veintiocho rancherías.  Fue tan nefasto el convenio para Guatemala, que el informe del director de la Comisión de Límites, el ingeniero Claudio Urrutia, fue confiscado por el gobierno del presidente Manuel Estrada Cabrera cuando se hizo público en 1900, y luego por el gobierno del licenciado Julio César Méndez Montenegro cuando se reimprimió en 1968.

## Demografía
El municipio cuenta con una población aproximada de 17,069 habitantes con una densidad de 97 habitantes por kilómetro cuadrado aproximadamente. La población total del municipio equivale a un porcentaje de aproximadamente el 3% en todo el territorio de San Marcos.

## Geografía física
El municipio de Sibinal tiene una extensión territorial de 176 km²;  se encuentra ubicado en el altiplano del departamento de San Marcos, entre los dos volcanes más altos de Guatemala que son el Volcán Tajumulco y el Volcán Tacaná.[cita requerida]

### Clima
La cabecera municipal de Sibinal tiene clima templado (Köppen: Cwb).
| Parámetros climáticos promedio de Sibinal | Parámetros climáticos promedio de Sibinal | Parámetros climáticos promedio de Sibinal | Parámetros climáticos promedio de Sibinal | Parámetros climáticos promedio de Sibinal | Parámetros climáticos promedio de Sibinal | Parámetros climáticos promedio de Sibinal | Parámetros climáticos promedio de Sibinal | Parámetros climáticos promedio de Sibinal | Parámetros climáticos promedio de Sibinal | Parámetros climáticos promedio de Sibinal | Parámetros climáticos promedio de Sibinal | Parámetros climáticos promedio de Sibinal | Parámetros climáticos promedio de Sibinal |
| Mes                                       | Ene.                                      | Feb.                                      | Mar.                                      | Abr.                                      | May.                                      | Jun.                                      | Jul.                                      | Ago.                                      | Sep.                                      | Oct.                                      | Nov.                                      | Dic.                                      | Anual                                     |
| ----------------------------------------- | ----------------------------------------- | ----------------------------------------- | ----------------------------------------- | ----------------------------------------- | ----------------------------------------- | ----------------------------------------- | ----------------------------------------- | ----------------------------------------- | ----------------------------------------- | ----------------------------------------- | ----------------------------------------- | ----------------------------------------- | ----------------------------------------- |
| Temp. máx. media (°C)                     | 18.7                                      | 19.0                                      | 20.5                                      | 21.0                                      | 20.7                                      | 19.7                                      | 19.8                                      | 20.2                                      | 19.6                                      | 19.1                                      | 19.2                                      | 18.9                                      | 19.7                                      |
| Temp. media (°C)                          | 11.3                                      | 11.4                                      | 12.9                                      | 13.9                                      | 14.8                                      | 14.6                                      | 14.6                                      | 14.4                                      | 14.4                                      | 13.8                                      | 12.8                                      | 12.0                                      | 13.4                                      |
| Temp. mín. media (°C)                     | 3.9                                       | 3.9                                       | 5.3                                       | 6.9                                       | 8.9                                       | 9.6                                       | 9.4                                       | 8.7                                       | 9.3                                       | 8.6                                       | 6.4                                       | 5.2                                       | 7.2                                       |
| Precipitación total (mm)                  | 6                                         | 6                                         | 26                                        | 68                                        | 187                                       | 284                                       | 211                                       | 239                                       | 276                                       | 187                                       | 26                                        | 13                                        | 1529                                      |
| Fuente: Climate-Data.org                  |                                           |                                           |                                           |                                           |                                           |                                           |                                           |                                           |                                           |                                           |                                           |                                           |                                           |

### Ubicación geográfica
Se encuentra a una distancia de 75 km de la cabecera departamental San Marcos y a 317 km de la Ciudad de Guatemala. Está rodeado por municipios del departamento de San Marcos y tiene frontera con México:
- Norte: Tacaná, municipio de San Marcos
- Este: Ixchiguán y Tajumulco, municipios del departamento de San Marcos
- Sur: Tajumulco, municipio de San Marcos
- Oeste: Chiapas, Estado de México[9]

|                       | Norte: Tacaná  |                           |
| Oeste: México Chiapas |                | Este: Ixchiguan Tajumulco |
|                       | Sur: Tajumulco |                           |

## Gobierno municipal
Los municipios se encuentran regulados en diversas leyes de la República, que establecen su forma de organización, lo relativo a la conformación de sus órganos administrativos y los tributos destinados para los mismos.  Aunque se trata de entidades autónomas, se encuentran sujetos a la legislación nacional y las principales leyes que los rigen desde 1985 son:
| N.º | Ley                                                | Descripción |
| --- | -------------------------------------------------- | --- |
| 1   | Constitución Política de la República de Guatemala | Tiene una regulación legal específica para los municipios en los artículos 253 al 262. |
| 2   | Ley Electoral y de Partidos Políticos              | Ley de carácter constitucional aplicable a los municipios en el tema de la conformación de sus autoridades electas. |
| 3   | Código Municipal                                   | Decreto 12-2002 del Congreso de la República de Guatemala. Tiene la categoría de ley ordinaria y contiene preceptos generales aplicables a todos los municipios, e inclusive contiene legislación referente a la creación de los municipios.             |
| 4   | Ley de Servicio Municipal                          | Decreto 1-87 del Congreso de la República de Guatemala. Regula las relaciones entra la municipalidad y los servidores públicos en materia laboral. Tiene su base constitucional en el artículo 262 de la constitución que ordena la emisión de la misma. |
| 5   | Ley General de Descentralización                   | Decreto 14-2002 del Congreso de la República de Guatemala. Regula el deber constitucional del Estado, y por ende del municipio, de promover y aplicar la descentralización y desconcentración económica y administrativa.                                |

El gobierno de los municipios está a cargo de un Concejo Municipal mientras que el código municipal —ley ordinaria que contiene disposiciones que se aplican a todos los municipios— establece que «el concejo municipal es el órgano colegiado superior de deliberación y de decisión de los asuntos municipales […] y tiene su sede en la circunscripción de la cabecera municipal»; el artículo 33 del mencionado código establece que «[le] corresponde con exclusividad al concejo municipal el ejercicio del gobierno del municipio».
El concejo municipal se integra con el alcalde, los síndicos y concejales, electos directamente por sufragio universal y secreto para un período de cuatro años, pudiendo ser reelectos.
Existen también las Alcaldías Auxiliares, los Comités Comunitarios de Desarrollo (COCODE), el Comité Municipal del Desarrollo (COMUDE), las asociaciones culturales y las comisiones de trabajo. Los alcaldes auxiliares son elegidos por las comunidades de acuerdo a sus principios y tradiciones, y se reúnen con el alcalde municipal el primer domingo de cada mes, mientras que los Comités Comunitarios de Desarrollo y el Comité Municipal de Desarrollo organizan y facilitan la participación de las comunidades priorizando necesidades y problemas.

### Alcaldes de Sibinal desde 1986 a la fecha
| Alcalde                            | Período   | Partido/Coalición |
| ---------------------------------- | --------- | ----------------- |
| Oswaldo Lorenzo Morales Berdúo     | 1986-1988 |                   |
| Felipe Berdúo Hernández            | 1988-1991 |                   |
| Benjamín Félix Pérez Pérez         | 1991-1993 |                   |
| Alberto Donato Morales Pérez       | 1993-1996 |                   |
| José Luis Gónzalez Ortiz           | 1996-1998 |                   |
| Ciriaco Mariano Pérez Berdúo       | 1998-2000 |                   |
| José Luis Gónzalez Ortiz           | 2000-2004 |                   |
| José Cupertino Morales             | 2004-2008 |                   |
| Augusto Ortiz Ramos                | 2008-2012 |                   |
| Lázaro Leocadio Ortiz Roblero      | 2012-2016 |                   |
| Amílcar Humberto Roblero Escalante | 2016-2020 |                   |
| Walter Rodrigo Roblero Ortiz       | 2020-2024 | BIEN              |
| Hilario Felix Gónzalez Morales     | 2024-2028 |                   |

## Historia

### Época colonial

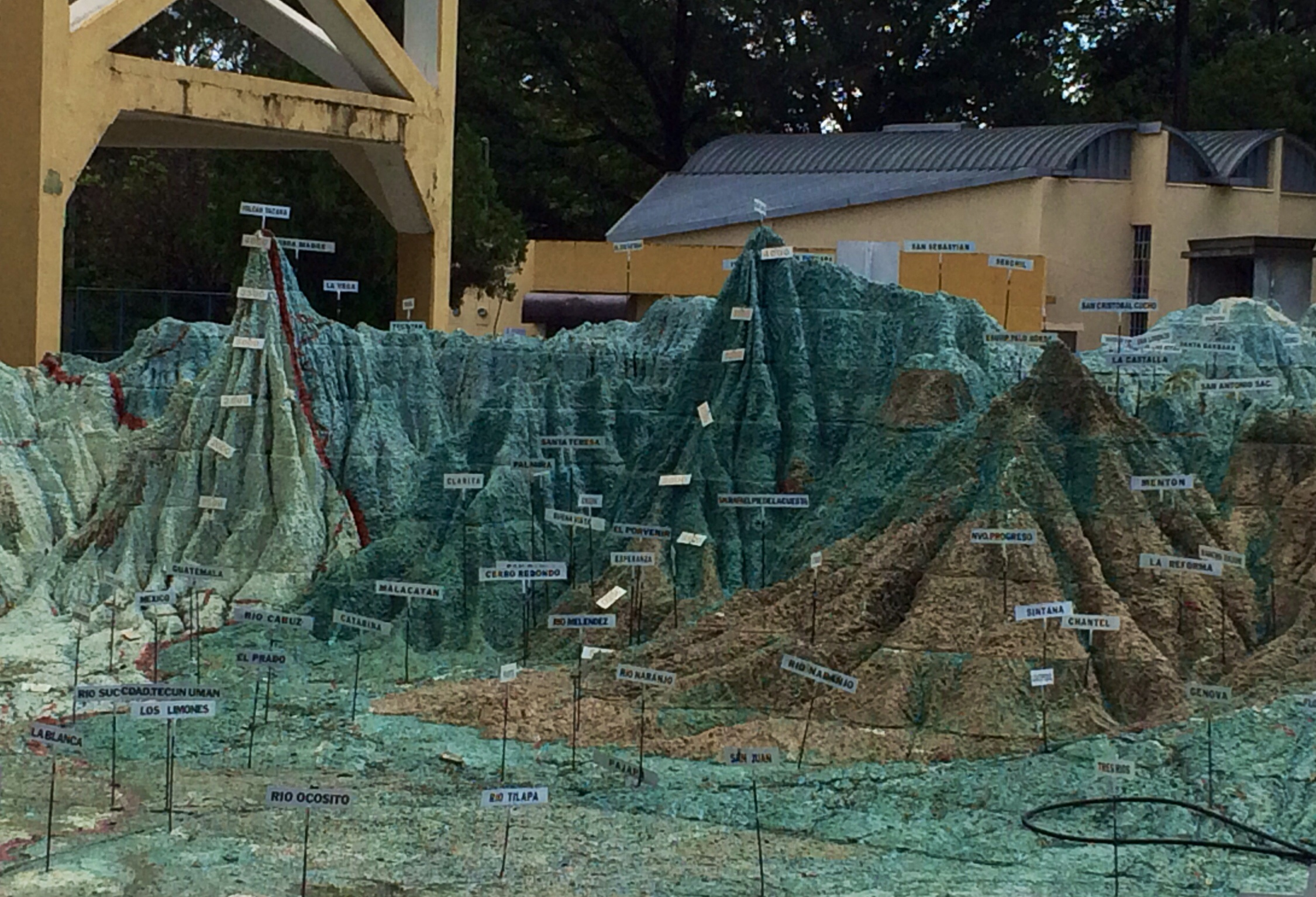
Volcanes Tacaná y Tajumulco en el Mapa en Relieve de Guatemala; ambos están localizados en el municipio de Sibinal.
Museo Municipal del Mapa en Relieve, zona 2. Ciudad de Guatemala.

En 1540, el obispo de Guatemala Francisco Marroquín dividió la administración eclesiástica del valle central de Guatemala entre las tres órdenes regulares principales: dominicos, franciscanos y mercedarios;  estos últimos cambiaron sus curatos del valle por los dominicos tenían en la Sierra de Huehuetenango y que incluían a Tejutla.
En 1690 Tejutla comprendía los modernos municipios de: Comitancillo, Ixchiguán, Concepción Tutuapa, Sipacapa, Sibinal, Tajumulco, Tacaná y parte de San Miguel Ixtahuacán. Según los escritos históricos de la Recordación Florida de Francisco Antonio de Fuentes y Guzmán, Tejutla pertenecía a la jurisdicción de Quetzaltenango y era «una tierra de bonanza y riqueza de climas y bosques agradables con suficiente agua».
La corona española se enfocó en la catequización de los indígenas; las congregaciones fundadas por los misioneros reales en el Nuevo Mundo fueron llamadas «doctrinas de indios» o simplemente «doctrinas». Originalmente, los frailes tenían únicamente una misión temporal: enseñarle la fe católica a los indígenas, para luego dar paso a parroquias seculares como las establecidas en España; con este fin, los frailes debían haber enseñado los evangelios y el idioma español a los nativos. Ya cuando los indígenas estuvieran catequizados y hablaran español, podrían empezar a vivir en parroquias y a contribuir con el diezmo, como hacían los peninsulares.

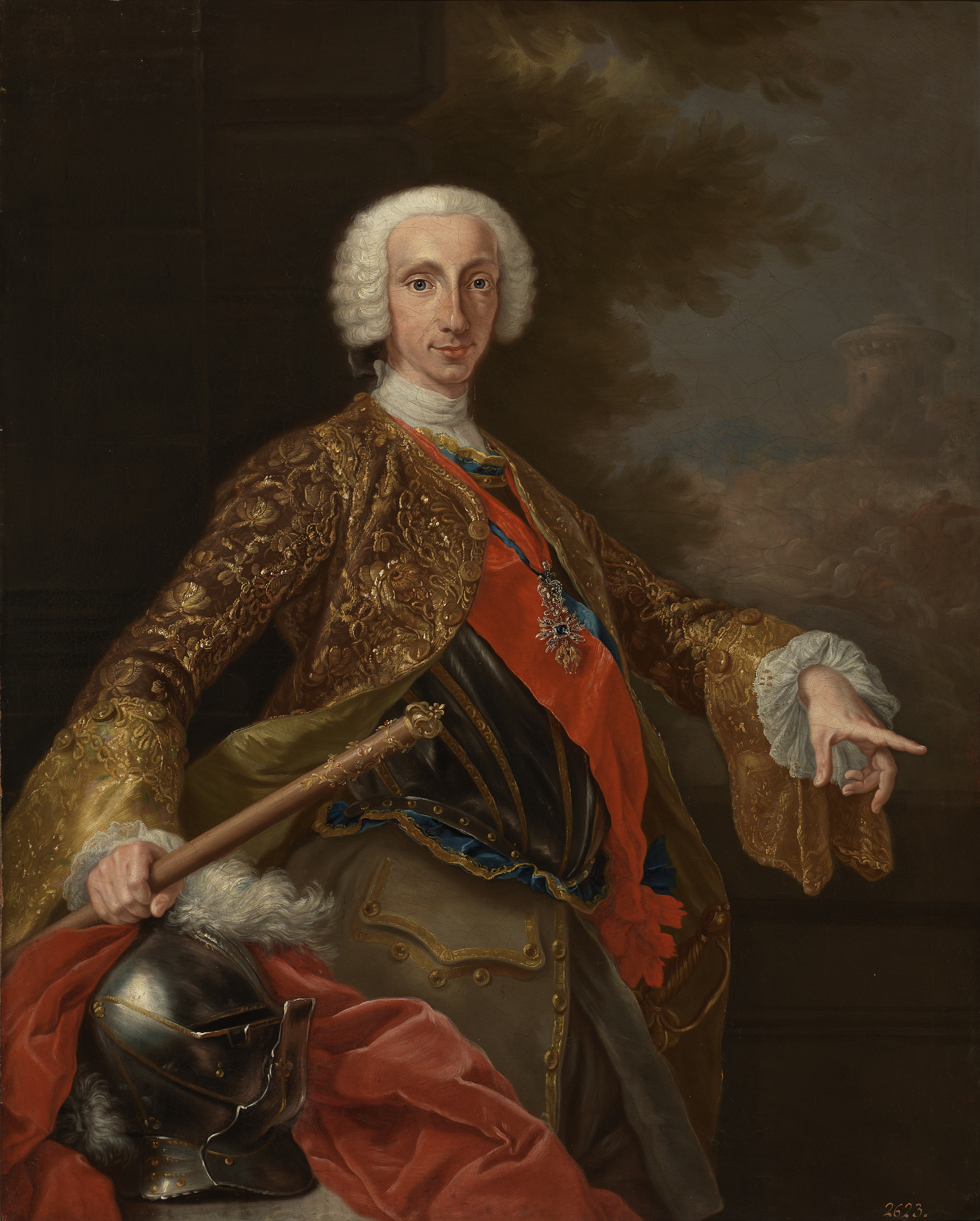
Rey Carlos III de España, promotor de las reformas borbónicas.

Pero este plan nunca se llevó a cabo, principalmente porque la corona perdió el control de las órdenes regulares tan pronto como los miembros de éstas se embarcaron para América; además, los indígenas nunca llegaron a entender el catolicismo correctamente porque los frailes no pudieron traducirlo apropiadamente a los complejos lenguajes indígenas. Por otra parte, protegidos por sus privilegios apostólicos para ayudar a la conversión de los indígenas, los misionares solamente atendieron a la autoridad de sus priores y provinciales, y no a la de las autoridades españolas ni a las de los obispos. Los provinciales de las órdenes, a su vez, únicamente rendían cuentas a los líderes de su orden y no a la corona; una vez habían establecido una doctrina, protegían sus intereses en ella, incluso en contra de los intereses del rey y de esta forma las doctrinas pasaron a ser pueblos de indios que se quedaron establecidos para todo el resto de la colonia.
Según la relación del obispo Juan de las Cabezas en 1613 y las actas de visita pastoral del arzobispo Pedro Cortés y Larraz en 1770, los  frailes mercedarios tenían a su cargo nueve doctrinas, y sus muchos anexos, que eran: Santa Ana de Malacatán, Concepción de Huehuetenango, San Pedro de Solomá, Nuestra Señora de la Purificación de Jacaltenango, Nuestra Señora de la Candelaria de Chiantla, San Andrés de Cuilco, Santiago de Tejutla, San Pedro de Zacatepeques, y San Juan de Ostuncalco.
En 1754, en virtud de una Real Cédula parte de las Reformas Borbónicas, todos los curatos de las órdenes regulares fueron traspasados al clero secular. En 1765 se publicaron las reformas borbónicas de la Corona española, que pretendían recuperar el poder real sobre las colonias y aumentar la recaudación fiscal. Con estas reformas se crearon los estancos para controlar la producción de las bebidas embriagantes, el tabaco, la pólvora, los naipes y el patio de gallos. La real hacienda subastaba el estanco anualmente y un particular lo compraba, convirtiéndose así en el dueño del monopolio de cierto producto.

### Tras la Independencia de Centroamérica
En la Constitución Política de la Provincias Unidas del Centro de América, decretada el 11 de octubre de 1821, el área de Tejutla apareció por primera vez adscrita a la moderna cabecera departamental de San Marcos.  Posteriormente, cuando el Estado de Guatemala fue creado oficialmente, la constitución del Estado de Guatemala dividió al territorio en once distritos para la impartición de justicia por medio del método de juicios de jurados el 11 de octubre de 1825; Cuilco fue designado como sede de un circuito dentro del Distrito N.º10 (Quetzaltenango), circuito al que pertenecían también Tutuapa, Canival, Tectitán, Tacaná, Sivinal —como se escribía entonces—, Chiquigüil, Amatenango, Masapa y Motosinta.

### El efímero Estado de Los Altos

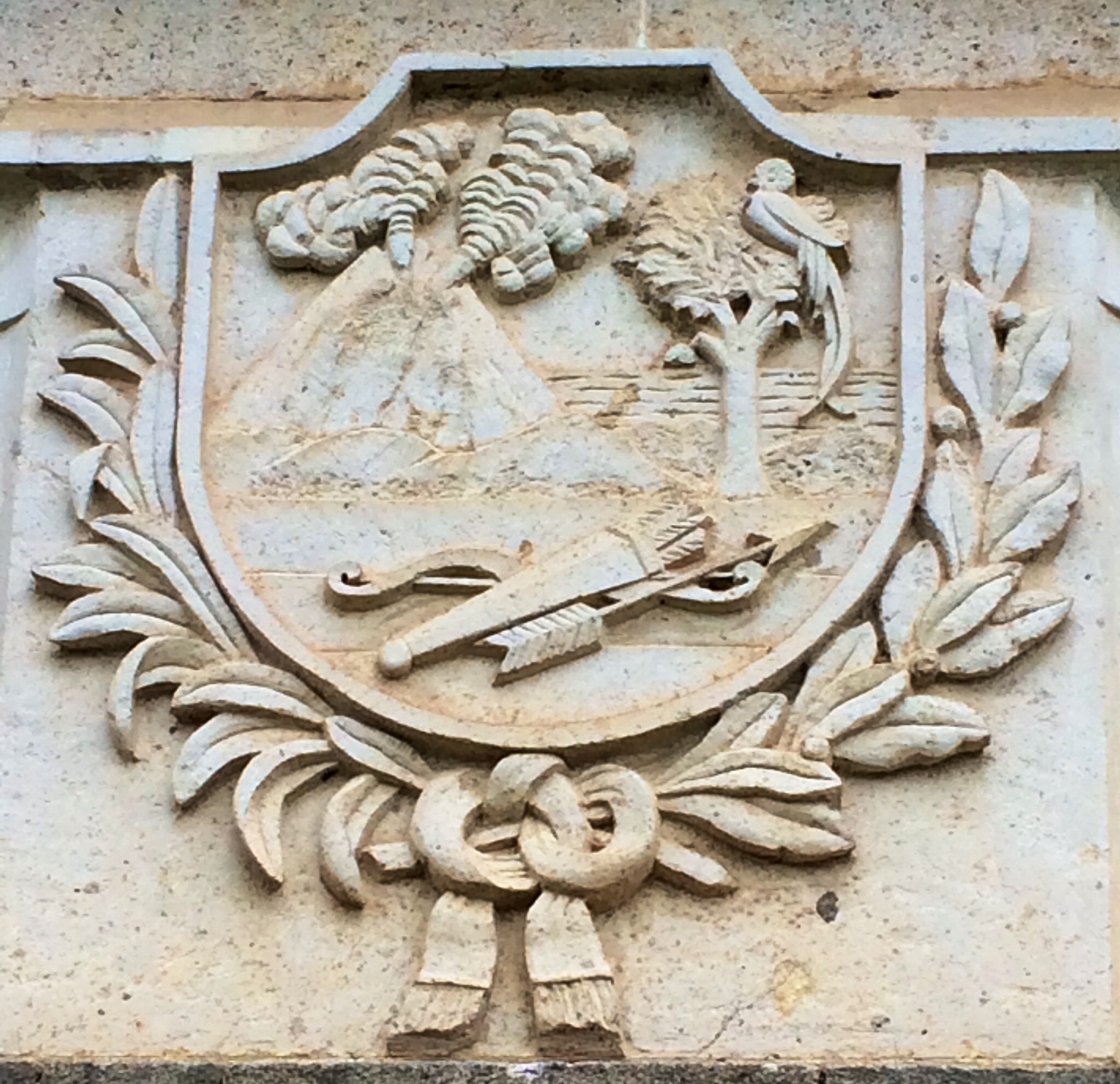
Escudo del Estado de los Altos

A partir del 3 de abril de 1838, Sibinal fue parte de la región que formó el efímero Estado de Los Altos y que forzó a que el Estado de Guatemala se reorganizara en siete departamentos y dos distritos independientes el 12 de septiembre de 1839: 
- Departamentos: Chimaltenango, Chiquimula, Escuintla, Guatemala, Mita, Sacatepéquez, y Verapaz
- Distritos: Izabal y Petén[24]

La región occidental de la actual Guatemala había mostrado intenciones de obtener mayor autonomía con respecto a las autoridades de la ciudad de Guatemala desde la época colonial, pues los criollos de la localidad consideraban que los criollos capitalinos que tenían el monopolio comercial con España no les daban un trato justo.  Pero este intento de secesión fue aplastado por el general Rafael Carrera, quien reintegró al Estado de Los Altos al Estado de Guatemala en 1840.

### Comisión de Límites con México

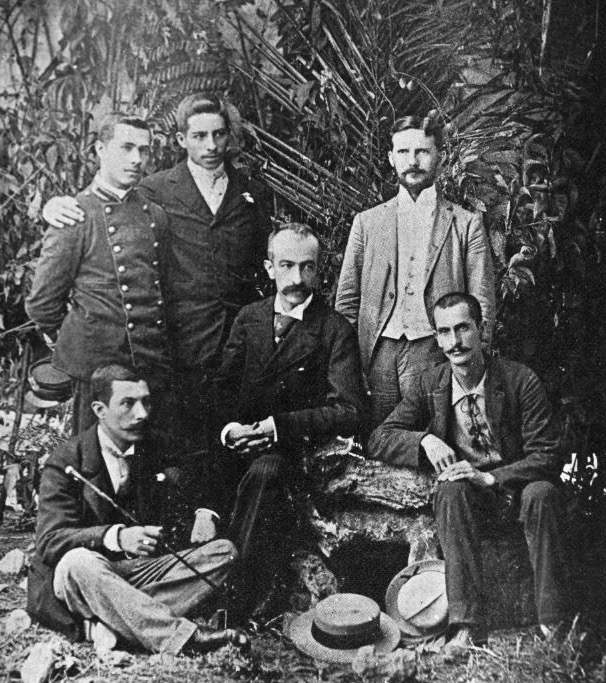
Comisión de ingenieros de Guatemala en el proyecto de la delimitación de límites con México.

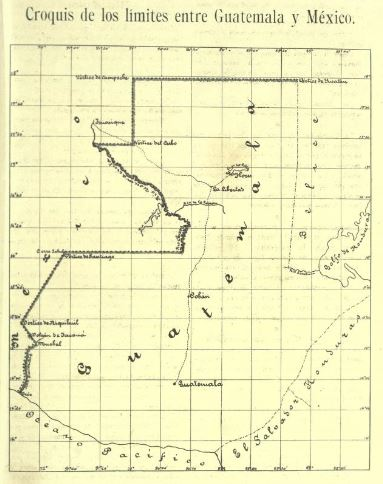
Croquis de los límites de Guatemala y México luego de que la comisión de límites concluyera los trabajos topográficos en 1896.

En virtud del convenio celebrado en la capital de México el 7 de diciembre de 1877 por los representantes de ambos países, fueron nombradas dos comisiones de ingenieros, una por cada nación para que reconocieran la frontera y levantaran un plano que sirviera para las negociaciones entre los dos países; aunque sólo se hizo un mapa de la frontera comprendida entre las faldas del volcán Tacaná y el océano Pacífico, se celebró la reunión del presidente Justo Rufino Barrios y Matías Romero, representante mexicano, en Nueva York el 12 de agosto de 1882, en la que se sentaron las bases para un convenio sobre límites, en las cuales hizo constar que Guatemala prescindía de los derechos que le asistieran sobre Chiapas y Soconusco y se fijaron los límites definitivos.  En noviembre de 1883, se dio principio al trazado de la frontera y al levantamiento del plano topográfico de sus inmediaciones, siendo jefe de la comisión guatemalteca el astrónomo Miles Rock, y sus colaboradores Edwin Rockstroh, Felipe Rodríguez, Manuel Barrera y Claudio Urrutia. En el primer año de trabajo se llegó únicamente al cerro Ixbul, y en el siguiente se buscó llegar al Río Usumacinta o al Río Chixoy, pero fue en extremo difícil debido a que no había caminos en el área.  
En su informe al Gobierno de la República de Guatemala en 1900, el ingeniero Claudio Urrutia indicó que: «[...] el tratado fue fatal para Guatemala. En todo con lo que la cuestión de límites se relacionó durante aquella época, existe algo oculto que nadie ha podido descubrir, y que obligó a las personas que tomaron parte en ello por Guatemala a proceder festinadamente o como si obligados por una presión poderosa, trataron los asuntos con ideas ajenas o de una manera inconsciente». Y luego continúa: «Guatemala perdió por una parte cerca de 15.000 km y ganó por otra, cosa de 5,140 km. Resultado: Una pérdida de 10,300 km. Guatemala perdió catorce pueblos, diecinueve aldeas y cincuenta y cuatro rancherías, con más de 15,000 guatemaltecos, mientras que México perdió un pueblo y veintiocho rancherías con 2500 habitantes: júzguese la equidad en las compensaciones».
Todos los ejemplares de la Memoria sobre la Cuestión de Límites fueron recogidos por órdenes del presidente Manuel Estrada Cabrera poco después de haberse repartido; y de acuerdo a la historiadora Solís Castañeda, lo mismo ocurrió con la segunda edición -1964- y con el libro Grandezas y Miserias de la Vida Diplomática, los cuales fueron decomisado en 1968 por instrucciones del Ministerio de Relaciones Exteriores del gobierno del licenciado Julio César Méndez Montenegro.
En 1957 ocurrió una disputa por terrenos entre los municipios de Sibinal y Tacaná, la que se resolvió pacíficamente.

## Economía
Su principal cultivo es la producción de maíz, frijol, papa, trigo, aunque la gente que vive en la parte baja del territorio cultiva el café, bananos. También se ha implementado en algunos lugares del municipio la cría de truchas.

## Costumbres y tradiciones
El 27 de septiembre se celebra la feria patronal en honor de San Miguel Arcángel. entre las tradiciones se encuentran el corte de hoja de milpa, el atol de elote, la celebración del día de los difuntos etc. este último solo por cierta parte de la población, puesto que mucha de la población son de  religión protestante dejando de un lado las creencias y la religión de la Iglesia católica.